# Vehicles and Animals
Albums de Athlete
Athlete EP
(2002) Tourist
(2005)
Vehicles And Animals est le nom du premier album studio du groupe anglais Athlete, mis en vente le 7 avril 2003. L'album, parcouru d'un style assez original, de la pop mélodique au soft rock, a valu au groupe la qualificatif de « groupe de bricolos ». Il a été nommé aux Mercury Music Awards comme meilleur album de 2003. 
Toutes les pistes ont été écrites par le groupe.

## Liste des pistes
| No  | Titre                | Durée |
| --- | -------------------- | ----- |
| 1.  | El Salvador          |       |
| 2.  | Westside             |       |
| 3.  | One Million          |       |
| 4.  | Shake Those Windows  |       |
| 5.  | Beautiful            |       |
| 6.  | New Project          |       |
| 7.  | You Got The Style    |       |
| 8.  | Vehicles And Animals |       |
| 9.  | Out Of Nowhere       |       |
| 10. | Dungeness            |       |
| 11. | You Know             |       |
| 12. | Le Casio             |       |

### Pistes bonus (version US)
- A Few Differences  (B-side de You Got The Style)
- You Got the Style (vidéo)

## Singles
- You Got the Style, le 10 juin 2002. Charts UK #37
- Beautiful, le 4 novembre 2002. Charts UK #41
- El Salvador, le 24 mars 2003. Charts UK #31
- Westside, le 23 juin 2003. Charts UK #42
- You Got the Style, réédité le 22 septembre 2003. Charts UK #42